# Окунев
Окунев (пол. Okuniew) — село в Польщі, у гміні Галінув Мінського повіту Мазовецького воєводства.
Населення — 2151 особа (2011).
У 1975-1998 роках село належало до Варшавського воєводства.

## Демографія
Демографічна структура станом на 31 березня 2011 року:
|          | Загалом | Допрацездатний вік | Працездатний вік | Постпрацездатний вік |
| -------- | ------- | ------------------ | ---------------- | -------------------- |
| Чоловіки | 1046    | 194                | 763              | 89                   |
| Жінки    | 1105    | 209                | 681              | 215                  |
| Разом    | 2151    | 403                | 1444             | 304                  |